# Lozen (Chaskovo)
Lozen (Bulgaars: Лозен) is een dorp in het zuiden van Bulgarije. Het dorp is gelegen in de gemeente Ljoebimets in oblast Chaskovo. Het dorp ligt 41 km ten zuidoosten van Chaskovo en 243 km ten zuidoosten van Sofia. 

## Bevolking
Op 31 december 2020 telde het dorp 397 inwoners, een daling ten opzichte van het maximum van 1.371 personen in 1946.
| Bevolkingsontwikkeling tussen 1934 en 2020          |
| --------------------------------------------------- |
|                                                     |
| Bron: Nationaal Statistisch Instituut van Bulgarije |

Het dorp wordt nagenoeg uitsluitend bewoond door etnische Bulgaren.
| Etnische samenstelling van de respondenten (2011) | Etnische samenstelling van de respondenten (2011) | Etnische samenstelling van de respondenten (2011) | Etnische samenstelling van de respondenten (2011) | Etnische samenstelling van de respondenten (2011) |
| ------------------------------------------------- | ------------------------------------------------- | ------------------------------------------------- | ------------------------------------------------- | ------------------------------------------------- |
|                                                   |                                                   |                                                   |                                                   |                                                   |
| Bulgaren                                          | Bulgaren                                          |                                                   | 98,7%                                             | 98,7%                                             |
| Turken                                            | Turken                                            |                                                   | 0,0%                                              | 0,0%                                              |
| Roma                                              | Roma                                              |                                                   | 0,0%                                              | 0,0%                                              |
| Anders/Onbekend                                   | Anders/Onbekend                                   |                                                   | 1,3%                                              | 1,3%                                              |